# Top Spin 4
Top Spin 4 – tenisowa gra wideo wyprodukowana przez 2K Sports i wydana przez 2K Czech. Jej światowa premiera odbyła się 15 marca 2011 roku, a polska i europejska 18 marca 2011 roku.